# Stockerbachtal
Stockerbachtal ist ein mit Verordnung des Regierungspräsidiums Karlsruhe vom 23. Dezember 1983 ausgewiesenes Naturschutzgebiet mit der Nummer 2.069. Das gleichnamige Landschaftsschutzgebiet wurden unter der Nummer 2.37.041 am 15. Mai 1986 ausgewiesen.

## Lage
Das Naturschutzgebiet befindet sich im Naturraum Schwarzwald-Randplatten. Es liegt im Tal des Stockerbachs auf dem Gebiet des Stadtteils Grüntal-Frutenhof der Stadt Freudenstadt. Das Naturschutzgebiet wird ergänzt durch das Landschaftsschutzgebiet Stockerbachtal. 

## Schutzzweck
Laut Verordnung ist der Schutzzweck die Erhaltung eines naturnahen Ausschnittes der Talaue des Stockerbachtales und ihrer naturhaften Ausstattung. Insbesondere sollen geschützt und gefördert werden:
- Der Verlauf des Stockerbachs mit seiner Uferausformung und seiner Ufervegetation,
- das Feuchtgebiet auf dem Talboden in seiner besonderen Ausprägung als Lebensraum und
- die Pflanzen- und Tiergemeinschaften des Feuchtgebietes in ihrer Vielfalt.

## Flora und Fauna
Der Talausschnitt bietet Lebensraum für die in Baden-Württemberg gefährdeten Vogelarten Graureiher, Eisvogel, Wasseramsel und Neuntöter. Das Bachufer ist besiedelt mit: Behaarter Kälberkropf, Eisenhutblättriger Hahnenfuß, Sumpfdotterblume, Echtes Mädesüß, Wald-Storchschnabel und Wiesen-Schaumkraut. Laut Würdigung begründet allein die Existenz dieser Pflanzengesellschaft die Schutzwürdigkeit des Gebiets.